# Лерман, Ольга Леонидовна
О́льга Леони́довна Ле́рман (род. 25 марта 1988, Баку) — российская актриса театра и кино. С 2011 года работает в московском Театре имени Е. Б. Вахтангова.

## Биография
Родилась 25 марта 1988 года в Баку в театральной семье. Мать — Виктория Лерман, заведующая постановочной частью Азербайджанского русского драматического театра имени Самеда Вургуна. Отчим — актёр того же театра, народный артист Азербайджана Фуад Таджеддин оглы Османов (род. 1964).
Впервые вышла на сцену ещё в раннем детстве. С 4 до 7 лет занималась художественной гимнастикой. Училась сначала в общеобразовательной школе в России (1—2 классы), потом в Баку (3—5 классы), после чего поступила в Бакинское хореографическом училище. Позже переехала в Краснодар, где окончила Краснодарское хореографическое училище (отделение народных танцев). В 2006 году переехала в Москву и сдавала экзамены во все театральные институты, надеясь, прежде всего, поступить в Школу-студию МХАТ, но не прошла по конкурсу. В 2006—2011 годах училась в Высшем театральном училище имени Б. В. Щукина (курс Ю. Б. Нифонтова). Курс был с кукольным уклоном при Театре имени С. В. Образцова. Начиная с 3-го курса и до окончания училища играла в московском Театре сатиры.
В 2011 году исполнила две роли в студенческом дипломном спектакле Щукинского училища «Незаученная комедия», поставленном Александром Коручековым. В 2011—2012 годах этот спектакль игрался на сцене малого зала Театра имени Е. Б. Вахтангова.

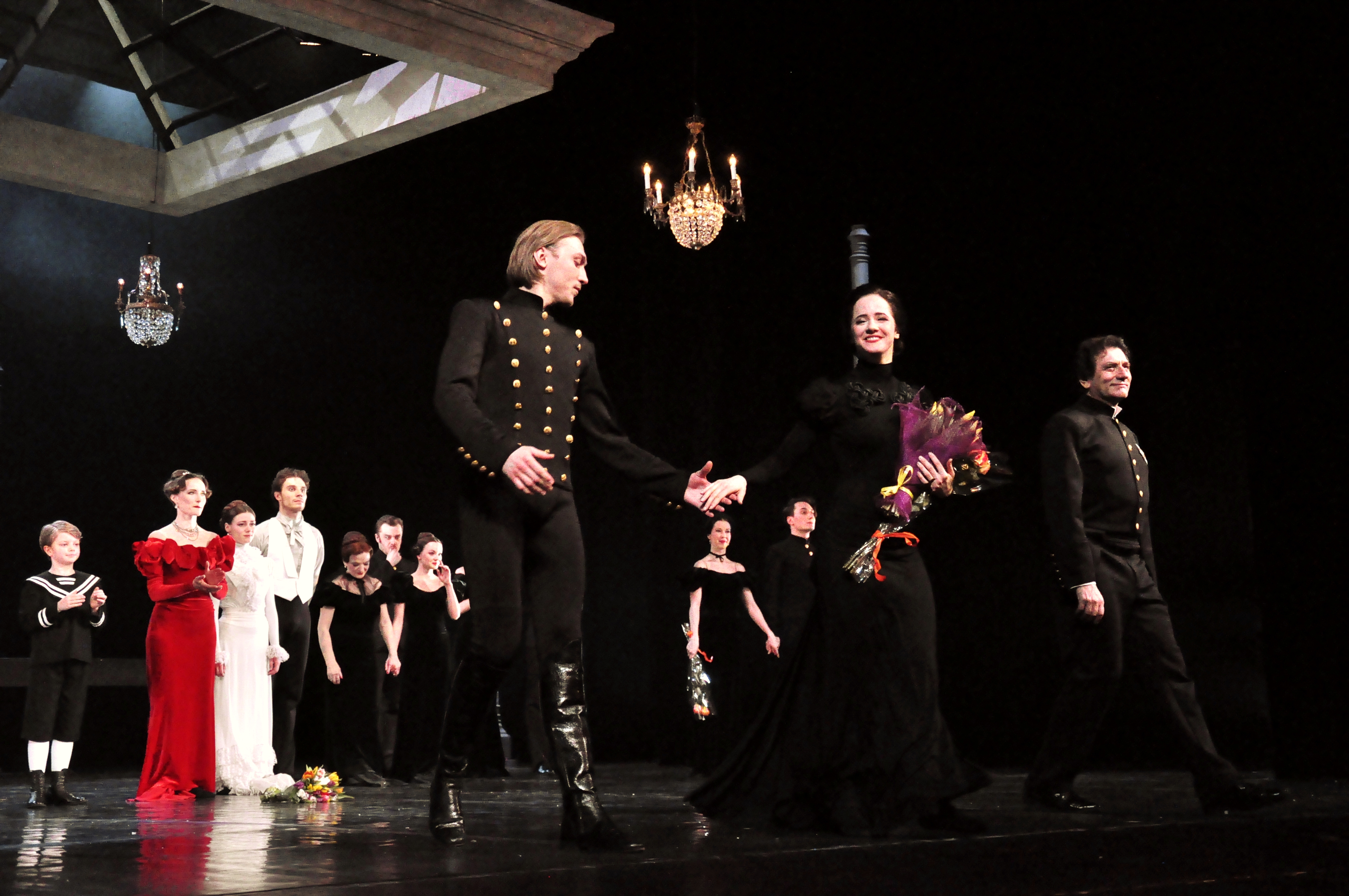
с Д. Соломыкиным и Е. Князевым,
финал спектакля «Анна Каренина»
15 февраля 2013

В 2011 году сразу после окончания Щукинского училища была принята в труппу московского Театра имени Вахтангова. Была введена в спектакль Анжелики Холиной «Берег женщин» и вскоре получила главную роль в её новом хореографическом спектакле «Анна Каренина».
В 2013 году исполнила роль Татьяны Лариной в постановке Римаса Туминаса «Евгений Онегин».
В 2017 году была приглашена в антепризный спектакль Владимира Мирзоева «Возвращение домой» по одноимённой пьесе Гарольда Пинтера.
С 2009 года снимается в кино.

## Работа в театре
Щукинское училище, Театр имени Вахтангова
- Арлекин, яростная влюблённая («Незаученная комедия»)

Театр сатиры
- Малыш («Малыш и Карлсон»)
- женская роль («Случайная смерть анархиста»)

Театр имени Вахтангова
- Mein blondes Baby («Берег женщин», 2011)
- Мещанка («За двумя зайцами», 2011)
- Странники («Пристань», 2011)
- Анна («Анна Каренина», 2012)
- Дездемона («Отелло», 2013)
- Татьяна Ларина («Евгений Онегин», 2013)
- Донья Магдалена («Ревнивая к себе самой», 2014)
- Оленька, Вдова, Главнокомандующий в воображении Хлудова («Бег», 2015)
- Наташа Ростова («Война и мир», 2021)

Театр танца Анжелики Холиной
- Кармен («Carmen», 2012)

Продюсерский центр «Частный театр»
- Рут («Возвращение домой», 2017).

## Фильмография
- 2009 — Тридевятый участок — Маша
- 2009 — Партия в бридж — Олимпия
- 2010 — Любовь и прочие глупости (24 серия) — Ксюша
- 2010 — Москва. Центральный округ 3 — Елена
- 2011 — Пристань (фильм-спектакль) — странница
- 2011 — Красавчик — Саша Цветкова, архитектор
- 2012 — В театре (короткометражный) — близняшка
- 2012 — Берег женщин (фильм-спектакль) — Mein blondes Baby
- 2012 — Протокол (короткометражный) — Лена
- 2013 — Шулер — Майя, внучка Бориса Аркадьевича
- 2013 — Пётр Лещенко. Всё, что было… — Катя Завьялова в юности
- 2014 — Одинок по контракту — Лилия Фиалко
- 2015 — Страна чудес — Анжела, невеста
- 2015 — Сводные судьбы — Аня Бельская, учитель русского языка
- 2016 — Дом на краю леса — Вера Кораблева
- 2017 — Машкин дом — Маша
- 2017 — Ковчег — Татьяна
- 2017 — Красная река (короткометражный) — беременная девушка, проколовшая колесо
- 2018 — Как я стал… — Маша
- 2018 — Мужики и бабы — Маша Обухова
- 2018 — Последний в роду — Катя
- 2018 — Тайны госпожи Кирсановой — Лариса Дмитриевна Кирсанова, учительница математики
- 2018 — Я жив — Роза
- 2018 — Этюды о свободе (1 серия) — Лена
- 2019 — Новогодний экспресс — Лена
- 2019 — Горе от ума — Лиза
- 2020 — Её шаги (короткометражный)
- 2020 — Калашников — Катя
- 2020 — Родком — Светлана Суркова
- 2020 — Белый снег — Елена Валерьевна Вяльбе
- 2021 — Нормальный только я — Надя
- 2021 — Сердце и как им пользоваться — Аня
- 2021 — Всё хорошо ― Наташа, мама Гоши
- 2022 — Одиннадцать молчаливых мужчин — Валерия, невеста Константина Бескова
- 2023 — Поехавшая — Аня
- 2023 — Помеха справа (короткометражный) — Саша
- 2023 — Комплекс бога — Елена Зобнина
- 2023 — 30 секунд (короткометражный) — Лида
- 2023 — Мосгаз. Дело № 9. Последнее дело Черкасова — Мария Фёдоровна Ермолова
- 2023 — Императрицы — Екатерина II
- 2024 — Плевако — Мария Андреевна Демидова
- 2024 — Избранный (сериал)
- 2024 — В парке Чаир (сериал) — Ирина
- 2024 — Выжившие. Допрос — Мария
- 2024 — Екатерина Великая — Екатерина в молодости
- 2024 — Мосгаз. Дело № 10. Метроном — Мария Фёдоровна Ермолова
- 2025 — Минута тишины (сериал) — Мария Стрельцова
- 2025 — Маленький шеф
- 2025 — Моя собака — космонавт
- 2025 — По любви — Янчик
- 2025 — Урок — Вера
- 2025 — Встать на ноги (сериал) — участковая
- 2025 — Мосгаз. Дело № 11. Розыгрыш — Мария Фёдоровна Ермолова
- 2025 — Мужу привет — продавец-кассир
- 2025 — Качели — Алина
- 2025 — Время Счастливых (сериал) — Марина
- 2026 — Своя в доску — Алла
- 2026 — Большая фарма (сериал) — Полина

## Награды
- 2011 Театральная премия «Золотой лист» за роль Арлекина в студенческом спектакле Щукинского училища «Незаученная комедия»[6]
- 2012 Театральная премия «Хрустальная Турандот» за лучший дебют (роль Анны в спектакле «Анна Каренина»)[7]
- 2013 Театральная премия газеты «Московский комсомолец» за лучшую женскую роль среди начинающих (роль Татьяны Лариной в спектакле «Евгений Онегин»)[8]
- 2017 Медаль «За веру и добро» (Кемеровская область) — за значительный вклад в сохранение и приумножение ценностей театрального и киноискусства, верное служение своему профессиональному долгу, уникальный талант, богатый творческий потенциал, высочайшую самоотдачу, веру в добро и любовь к жизни[9]
- 2021 Приз XXIX Всероссийского кинофестиваля «Виват кино России!» за лучшую женскую роль («Белый снег»)[10]
- 2021 Медаль ордена «За заслуги перед Отечеством» II степени (10 сентября 2021 года) — за большой вклад в развитие отечественной культуры и искусства, многолетнюю плодотворную деятельность[11]
- 2022 Премия зрительских симпатий «Звезда театрала» за лучшую женскую роль (Наташа Ростова, спектакль «Война и мир», Театр имени Вахтангова)[12].